# Vojsak
Vojsak is een plaats in de gemeente Pregrada in de Kroatische provincie Krapina-Zagorje. De plaats telt 161 inwoners (2001).